# Eva Applefield
Eva Applefield, morte en 1949, était une compositrice et pianiste américaine.

## Biographie
Elle résidait à San Francisco et dirigeait avec Ethel Warton une boutique de musique à Oakland, Oakland Song Shop

## Œuvres
- Mood Pensive partition en ligne
- I'm lonesome for the wholesome little Town where I was born ; paroles et musique de Eva Applefield et Jimmie Stephens, 1917
- Love's Rainbow ("Dear When Your're Away") ; paroles de Maude Fulton ; Daniels & Wilson, 1919
- Lola (My Brazilian Maid) paroles de Louis Weslyn, 1920
- Hawaiian Chimes, valse lente ; paroles de Irving Bibo ; Leo Fest inc., 1921
- Honolulu honey, fox-trot ; musique de Eva Applefield et Hal Dyson, paroles de Louis Weslyn écouter en ligne
- Song bird, valse ; paroles de Louis Weslyn, musique de Eva Applefield et Margaret McKee